# Ariana Ramsey
Ariana Ramsey, född 25 mars 2000, är en amerikansk rugbyspelare. Hon ingick i det amerikanska lag som tog brons i sjumannarugby vid OS 2024 i Paris.